# Tibouchina corymbosa
Tibouchina corymbosa là một loài thực vật có hoa trong họ Mua. Loài này được (Raddi) Cogn. miêu tả khoa học đầu tiên năm 1885.